# Das Haus in der Carroll Street
Das Haus in der Carroll Street ist ein US-amerikanischer Thriller aus dem Jahr 1988. Regie führte Peter Yates.

## Handlung
Die USA im Jahre 1951 befinden sich gerade auf dem Höhepunkt der McCarthy-Ära, in welcher der Kommunismus mit allen Mitteln verfolgt wird. Die junge Redakteurin Emily Crane, welche für die Zeitschrift Life tätig ist, soll vor einem Untersuchungsausschuss die Namen vermeintlicher amerikanischer Kommunisten nennen. Als sie sich weigert, wird sie zunächst bestochen und schließlich entlassen.
Emily findet bald eine neue Anstellung als Lektorin und Vorleserin bei der betagten Miss Venable. Im Zuge dieser Tätigkeit bemerkt sie verdächtige Vorgänge in dem Nachbarhaus, welchen sie nachgeht. Hier beobachtet sie ein Treffen dreier Männer: der offensichtlich korrupte Senatsangehörige Ray Salwen, mit dem sie schon vor dem Untersuchungsausschuss aneinandergeraten ist, ein augenscheinlich junger Mann, der als Übersetzer fungiert, sowie ein unbekannter älterer Herr, der Emily beim Spionieren entdeckt.
Crane merkt bald, dass sie mit ihren Schnüffeleien in ein Wespennest gestoßen hat, denn nacheinander macht sie erst Bekanntschaft mit dem FBI-Agenten Cochran, der sie beschattet, sowie nochmals mit Salwen, der in Emilys Wohnung einbricht und sie bedroht. Crane lässt sich aber nicht einschüchtern und forscht weiter nach.
Sie heftet sich an die Fersen des jungen Mannes namens Stefan, dessen Bekanntschaft sie macht und welcher offensichtlich illegal in den USA lebt. Stefan fühlt sich bedroht und wendet sich an Emily, zu welcher er Vertrauen geschöpft hat. Als Emily ihn in Sicherheit bringen will, werden sie in einem Buchladen von Handlangern Salwens abgepasst. Emily und Stefan können zwar fliehen, Crane muss aber hilflos mit ansehen, wie Stefan vor einem Theater niedergestochen wird.
Als sie dann in das mysteriöse Haus, in welchem offensichtlich deutsche Flüchtlinge untergebracht waren, einbricht und abermals überwältigt wird, kommt ihr Cochran zu Hilfe, welcher Emily gefolgt ist. Über seine Kompetenzen hinaus beginnt er sich nun auch für den Fall zu interessieren und unterstützt Emily, in die er sich obendrein verliebt hat. Nach Ermittlungen auf einem Friedhof sowie bei einer jüdischen Hochzeit kommen beide dann den Hintergründen auf die Spur: Salwen ist der Drahtzieher eines Schleuserringes, der illegal Nazi-Kriegsverbrecher nach Amerika überführt und ihnen neue Identitäten verschafft. Stefan war sein Gehilfe, der auf Friedhöfen die Namen kürzlich Verstorbener gesammelt hat, welche die Eingeschleusten dann erhielten.
Emily und Cochran fliegen bei der Hochzeit auf und werden bedroht: Emily erneut von Salwen und Cochran von seinem Chef, der offensichtlich Salwens Aktivitäten deckt. Nachdem Emily und Cochran einem Bombenanschlag auf Cranes Wohnung entkommen, machen sich beide zum Grand Central Terminal auf, da die Nazis mit dem Zug nach Chicago überführt werden sollen. Beiden gelingt es hier, Salwen – der durch die Bahnhofskuppel fällt und zu Tode stürzt – und dessen Schergen zu entkommen. Schlussendlich nimmt Cochran sowohl die Schleuser als auch die Alt-Nazis fest, bevor sie abreisen.
Am Ende besucht Cochran Emily, die ihr altes Leben wieder lebt, und berichtet ihr, dass er in die Provinz versetzt wurde. Beide verabschieden sich voneinander.

## Deutsche Fassungen
Es existieren zwei deutsche Synchronfassungen, eine für die BRD und eine für die DDR. Die westdeutsche Fassung entstand bei der Deutsche Synchron & Medienproduktion GmbH, Berlin. Ursula Buschow schrieb das Dialogbuch und Michael Richter führte Regie. Die ostdeutsche Fassung entstand beim DEFA Studio für Synchronisation, Berlin. Egon Sartorius schrieb das Dialogbuch und Barbara Gambke führte Regie.
| Figur            | Darsteller           | Deutscher Sprecher       | Deutscher Sprecher (DDR 1989) |
| ---------------- | -------------------- | ------------------------ | ----------------------------- |
| Emily Crane      | Kelly McGillis       | Susanna Bonasewicz       | Gabriele Streichhahn-Schott   |
| Cochran          | Jeff Daniels         | Wolfgang Condrus         | Gottfried Richter             |
| Ray Salwen       | Mandy Patinkin       | Jürgen Kluckert          | Ernst Meincke                 |
| Miss Venable     | Jessica Tandy        | Tilly Lauenstein         | Erika Pelikowsky              |
| Alan             | Jonathan Hogan       | Andreas Thieck           | Andreas Rüdiger               |
| Senator Byington | Remak Ramsay         | Joachim Kerzel           | ?                             |
| Hackett          | Ken Welsh            | Friedrich Georg Beckhaus | Eberhard Mellies              |
| Stefan           | Christopher Buchholz | Udo Schenk               | Peter Reinhardt               |
| Senator          | Michael Flanagan     | Gerd Holtenau            | Frank-Otto Schenk             |
| Warren           | Brian Davies         | Jochen Schröder          | Wolfgang Lohse                |
| FBI-Bibliothekar | William Duff-Griffin | Otto Czarski             | Wolfgang Lohse                |
| Teperson         | Bill Moor            | Joachim Röcker           | Achim Petry                   |
| Portier          | Jamey Sheridan       | Reinhard Kuhnert         | ?                             |

## Kritiken
- Jonathan Rosenbaum lobte im Chicago Reader die Regie von Peter Yates. Der Thriller ahme Filme von Alfred Hitchcock nach. Das Spiel von Kelly McGillis und Jeff Daniels sei angenehm; Mandy Patinkin spiele besonders effizient.[1]
- Hal Hinson schrieb in der Washington Post, in der Ausgabe vom 4. März 1988, die Darsteller und die Handlung würden den B-Filmen entsprechen. Der Thriller wirke wie Filme, die spät in der Nacht im Fernsehen gezeigt würden. Es gebe keine Spannung und keine Chemie zwischen den Hauptdarstellern.[2]

„Ein Politthriller, der für demokratische Tugenden wirbt und einen kritischen Blick auf ein dunkles Kapitel der amerikanischen Nachkriegsgeschichte wirft. Inszenatorisch und darstellerisch sorgfältig und gepflegt, bleibt er letztlich in allzu groben Kino-Klischees stecken und verwässert seine Story zu sehr mit nostalgischen und melodramatischen Zutaten.“

## Auszeichnungen
Peter Yates gewann 1988 einen Preis des Festivals Mystfest in der Kategorie bester Film.
Die Deutsche Film- und Medienbewertung FBW in Wiesbaden verlieh dem Film das Prädikat wertvoll.

## Bemerkungen
- Der in New York City gedrehte Film spielte in den US-Kinos 460.000 US$ ein.
- Als Emily das Schleuserhaus betritt, findet sie auf dem Tisch eine Ausgabe der Zeitung „Neues Deutschland“, zum damaligen Zeitpunkt Hauptzeitung der DDR-Partei SED.